# 滝沢市立滝沢中央小学校
滝沢市立滝沢中央小学校（たきざわしりつ たきざわちゅうおうしょうがっこう）は、岩手県滝沢市室小路にある公立小学校。

## 概要
- 本校は、県内第1位、第2位の児童数であった滝沢小学校と鵜飼小学校の大規模化（マンモス校化）を解消し、それぞれの教育環境をより適切なものとするため、市内9番目の小学校として開校した[1]。
- なお、当初は2017年（平成29年）4月開校予定だったが、東日本大震災後の資材高騰などにより、市の予算編成が困難となり、開校が2年間延期となった。

## 沿革
- 2019年（平成31年・令和元年）
  - 4月1日 - 創立。開校時点の児童数は543名、学級数は20学級（特別支援学級・情緒1含む）。
  - 4月4日 - 開校式典挙行。式典後、参加者は、校庭に移動し、開校を記念して、ソメイヨシノを植樹した[1]。
  - 4月5日 - 第1回入学式挙行。最初の新入生は112名で、4学級だった。
  - 5月18日 - 開校記念祝賀会開催。
  - 7月4日 - 滝沢市小学校陸上競技記録会に初出場。
- 2020年（令和2年）3月19日 - 第1回卒業証書授与式挙行。最初の卒業生は62名。
- 2023年（令和5年）6月16日 - 「緑の募金」（県緑化推進委員会）による植樹（28本）が行われた。

## 児童数
2024年（令和6年）4月4日時点
| 学年 | 1年 | 2年 | 3年 | 4年 | 5年 | 6年 | ヤマユリ （特別支援） | 合計 |
| ---- | --- | --- | --- | --- | --- | --- | --------------------- | ---- |
| 学級 | 3   | 3   | 3   | 3   | 3   | 5   | 5                     | 25   |
| 児童 | 95  | 83  | 97  | 103 | 97  | 121 | 20                    | 606  |

## 学校行事
| - 4月 始業式 紹介式 入学式 - 5月 修学旅行 - 6月 グリーンキャンプ | - 7月 1学期終業式 - 8月 2学期始業式 - 9月 運動会 | - 10月 遠足(1年・2年) - 11月 - 12月 2学期終業式 | - 1月 3学期始業式 - 2月 6年生を送る会 - 3月 終業式 卒業式 離任式 |

## 通学区域と進学先中学校
出典

### 通学区域
- 耳取山、室小路

以下の地区は、他小学校と学区が重なっているため、滝沢市教育委員会教育総務課まで問い合わせが必要。
- 穴口、高屋敷平、大久保、土沢、牧野林

### 進学先中学校
- 滝沢市立滝沢中学校

## 周辺
- 社会福祉法人撫子会なでしこ保育園 - 進学前保育園
- 滝沢市立室小路1号公園
- 東北自動車道
  - 滝沢中央SIC
- 諸葛川
- 盛岡みたけ支援学校
- なお、盛岡みたけ支援学校のすぐ東側は、盛岡市との市境線となっている。

## アクセス
- 岩手県交通「滝沢ゆとりが丘団地線」・滝沢市福祉バス「2号車運行経路」で、「室小路」停留所から、徒歩約430m・約7分。
  - なお、滝沢市福祉バスは、1日1往復の運行で、月曜日と金曜日のみの運行となる[3]。
- 東北自動車道から車で、
  - ETC装着車は、滝沢中央SICから、約1.9km・約4分。
    - なお、学校敷地から高速道路まで、最短距離で約150mほどと近いが、SIC設置個所と道路形状の関係で、遠回りとなる。

  - ETC非装着車は、滝沢ICから、約7.5km・約15分。